# Stadtbefestigung Olpe
Die Stadtbefestigung Olpe ist eine denkmalgeschützte Anlage in Olpe im Kreis Olpe (Nordrhein-Westfalen).

## Geschichte und Architektur
Die Erstanlage erfolgte wohl nach dem Stadtbrand von 1373. Die Mauern und Tore wurden nach dem Stadtbrand von 1795 in großen Teilen abgetragen. Reste der Bruchsteinmauer sind an der Straße Auf der Mauer erhalten; der runde Hexenturm bildet den östlichen Abschluss. Die Mauer am Kurkölner Platz wurde einschließlich des dortigen Rundturmes von 1957 bis 1961 weitestgehend erneuert.

## Ansichten

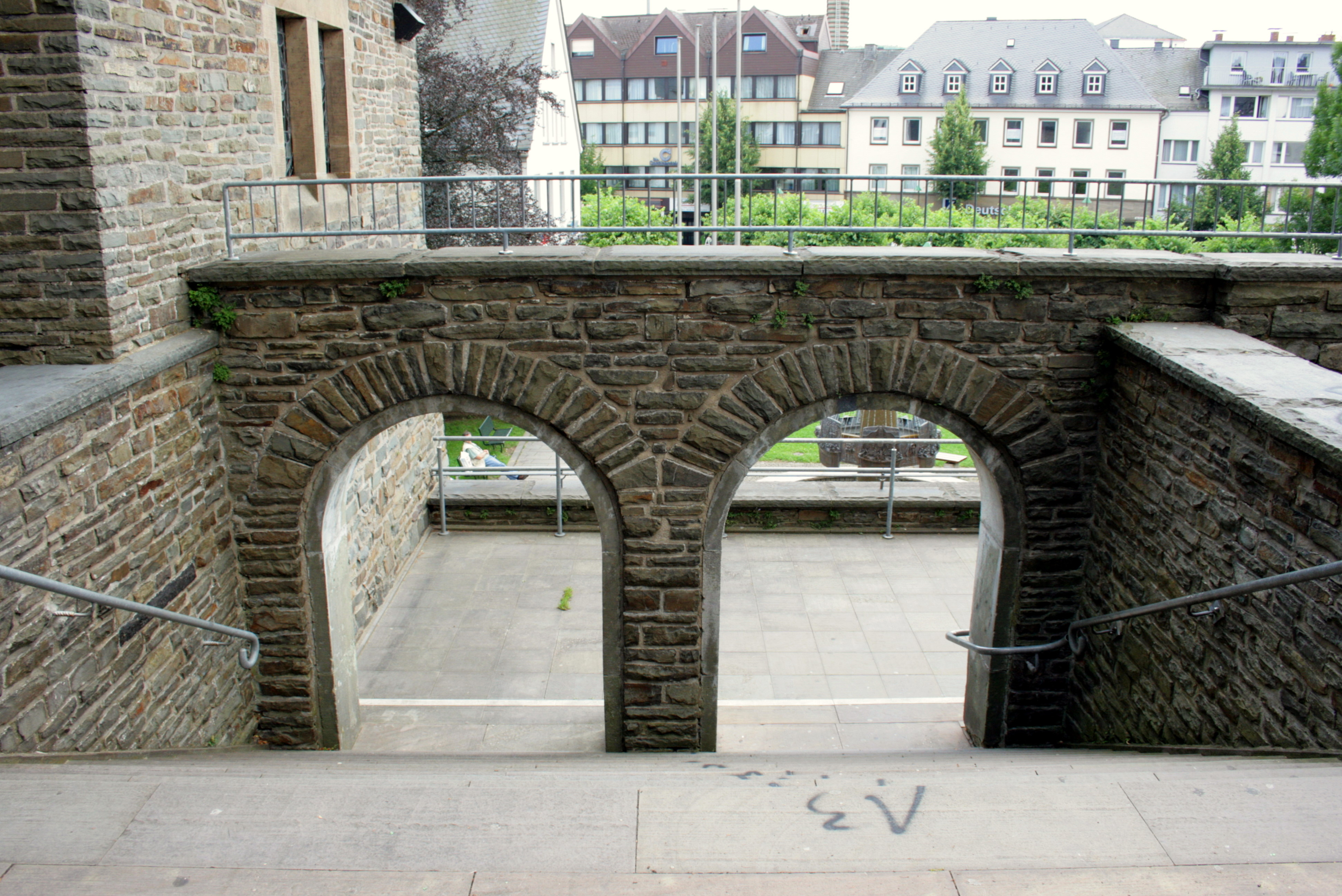
Restaurierte Stadtmauer am Kurkölner Platz
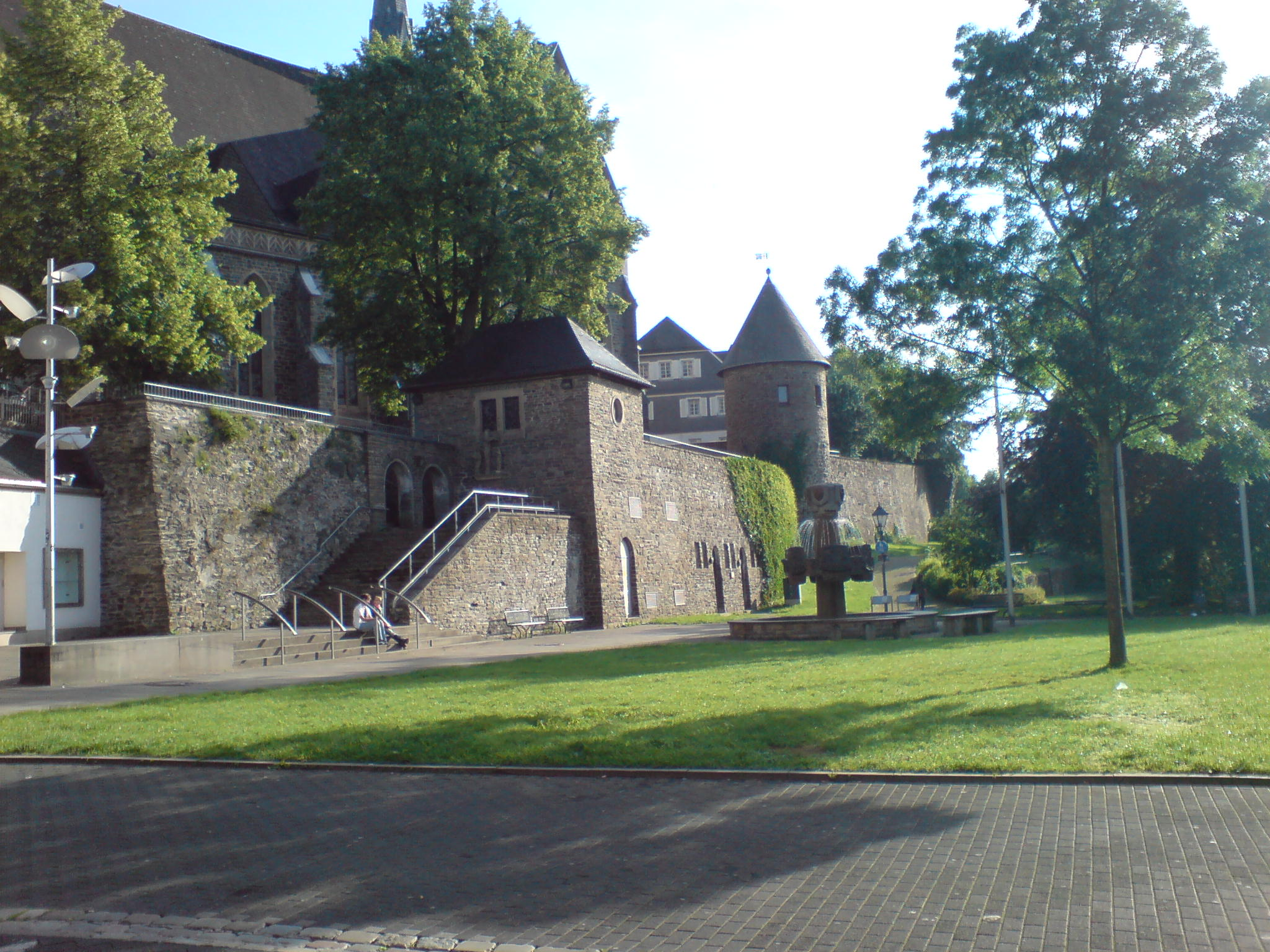
Teil der Stadtmauer